# 拉罗谢特 (塞纳-马恩省)
拉罗谢特（法語：La Rochette，法語發音：[la ʁɔʃɛt] ⓘ）是法国塞纳-马恩省的一个市镇，位于该省西南部，属于枫丹白露区。

## 地理
拉罗谢特（48°31'13"N, 2°39'21"E）面积5.85 平方千米，位于法国法蘭西島大區塞纳-马恩省，该省份为法国北部内陆省份，北起瓦兹省，西接埃松省、马恩河谷省、塞纳-圣但尼省和瓦兹河谷省，南至卢瓦雷省，东南接约讷省，东临马恩省和奥布省，东北接埃纳省。
与拉罗谢特接壤的市镇（或旧市镇、城区）包括：默倫、布瓦勒鲁瓦、沙特雷特、达马里莱利斯、枫丹白露、塞纳河畔利夫里、沃勒佩尼勒。

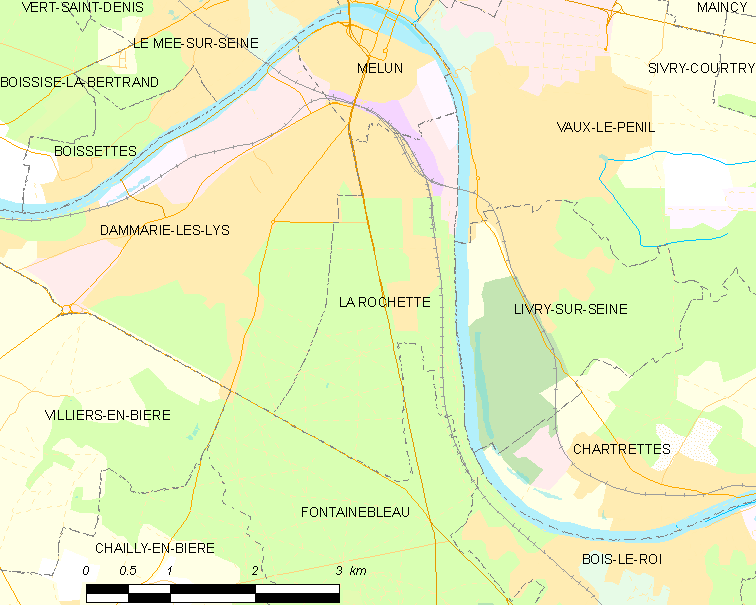
的OSM定位图

拉罗谢特的时区为UTC+01:00、UTC+02:00（夏令时）。

## 行政
拉罗谢特的邮政编码为77000，INSEE市镇编码为77389。

## 政治
拉罗谢特所属的省级选区为默伦县。

## 人口

1962-2008年间人口变化图示

拉罗谢特于2022年1月1日时的人口数量为3919人。